# Chúc (nước)
Chúc (chữ Hán: 祝) là một nước chư hầu từng tồn tại trong thời kỳ Tây Chu trong lịch sử Trung Quốc, địa bàn quốc gia này hiện tại nằm ở khu vực thành cổ Chúc A vùng đông bắc quận Trường Thanh thành phố Tế Nam tỉnh Sơn Đông ngày nay.

## hình thành
Theo ghi chép của nhiều thư tịch khác nhau thì vị quân chủ đầu tiên của nước Chúc mang họ Cơ, tương truyền là hậu duệ xa đời thuộc chi thứ của Hiên Viên Hoàng Đế thời thượng cổ. Sử Ký Tư Mã Thiên - Ngũ Đế bản kỷ nói rằng Hoàng Đế sinh được 25 người con trai, không rõ vua nước Chúc là dòng dõi trực hệ của con thứ mấy. Chỉ biết rằng sau khi Chu Vũ Vương đánh bại nhà Ân được chư hầu tôn làm thiên tử, nhà vua bởi tưởng nhớ đến công đức của các bậc đế vương ngày trước đã sai người đi tìm hậu duệ của Hoàng Đế để phân phong. Khi tìm ra chi thứ của hậu duệ Hoàng Đế thì Vũ Vương phong cho làm vua nước Chúc, bởi nhà Chu chính là dòng trưởng tông của họ Cơ đã thờ Hoàng Đế rồi do vậy các quân chủ nước Chúc chịu trách nhiệm phụng sự thủy tổ phân ngành của họ mà thôi. Suốt giai đoạn Tây Chu nước Chúc luôn phục tùng mệnh lệnh thiên tử gửi quân tham gia bất kỳ chiến trường nào, hàng năm nước này giữ lễ nghĩa rất khuôn phép tiến cống cỏ mao đúng kỳ hạn không sai một ngày nào. 

## diệt vong
Năm 771 tr.CN Chu U Vương đốt lửa ở Ly Sơn để lừa chư hầu rồi bị quân Khuyển Nhung giết chết, con U Vương là Chu Bình Vương được chư hầu tôn lập ở Hạo Kinh thì tại đất Huề nước Chúc và nước Quắc lại ủng hộ em của U Vương là Cơ Dư Thần lên làm vua lấy hiệu là Chu Huề Vương. Bấy giờ cục diện của nhà Chu bị phân liệt gọi là nhị vương cùng lập và 2 bên chẳng bên nào chịu kém bên nào, đến năm 768 tr.CN Tề Trang công theo lệnh của Chu Bình Vương phát binh tiến đánh nước Chúc. Tuy quân đội nước Chúc chống trả quyết liệt nhưng thế cô lực mỏng nên cuối cùng vẫn bị đánh bại, lãnh thổ nước này từ đó sáp nhập trở thành 1 ấp của nước Tề. Nói chung nước Chúc hầu như không tồn tại vào thời Xuân Thu vì mới qua thời Tây Chu có 3 năm đã diệt vong rồi, còn về phần Chu Huề Vương vì mất dần vây cánh nên cũng chỉ tồn tại thêm được 7 năm nữa thì cũng bị Chu Bình Vương dẹp yên chấm dứt cục diệt phân liệt thống nhất vương thất.